# Gymnoclasiopa
Gymnoclasiopa is een vliegengeslacht uit de familie van de oevervliegen (Ephydridae).

## Soorten
- G. argyrostoma (Cresson, 1916)
- G. aulisioi (Canzoneri, 1976)
- G. aurifacies (Strobl, 1893)
- G. aurivillii (Becker, 1896)
- G. bohemanni (Becker, 1896)
- G. cana (Cresson, 1940)
- G. canifrons (Cresson, 1926)
- G. cinerella (Stenhammar, 1844)
- G. collini (Canzoneri & Meneghini, 1977)
- G. coxalis (Strobl, 1893)
- G. dimidiatipennis (Strobl, 1893)
- G. flavoantennata (Strobl, 1900)
- G. insolita (Canzoneri & Meneghini, 1977)
- G. lambi (Collin, 1943)

- G. meridionalis (Canzoneri & Meneghini, 1977)
- G. montana (Cresson, 1942)
- G. nigerrima (Strobl, 1893)
- G. parilis (Cresson, 1924)
- G. plumosa (Fallen, 1823)
- G. psilopina (Frey, 1933)
- G. pulchella (Meigen, 1830)
- G. subnubila (Cresson, 1940)
- G. tacoma (Cresson, 1924)